# Schichtrippe
Als Schichtrippe wird eine in der geologischen Vergangenheit durch tektonische Prozesse relativ stark verkippte oder sogar senkrecht gestellte Schicht aus Sedimentgesteinen bezeichnet, die heute über die Geländeoberfläche hinausragt, da sie eine höhere Verwitterungs- und Erosionsresistenz besitzt als die sie über- oder unterlagernden Schichten (Kompetenzkontrast).
Beispiele für besonders prominente Schichtrippen in Deutschland sind:
- die Teufelsmauer im Nördlichen Harzvorland
- die Externsteine im Teutoburger Wald
- der Ith-Kamm im Weserbergland
- die Richelsley in der westlichen Nordeifel